# Isocrinidae
Gli Isocrinidi (Isocrinidae Klikushkin, 1977) sono una piccola famiglia di echinodermi crinoidi dell'ordine Isocrinida, comprendente 3 sole specie viventi.

## Biologia
Sono organismi bentonici che vivono stabilmente ancorati al fondale marino. In alcune specie è stata documentata la capacità, di fronte a minaccia o disturbo, di troncare il peduncolo e riacquistare temporaneamente mobilità, utilizzando le braccia come propulsori.

## Tassonomia
La famiglia comprende i seguenti generi:
- Hypalocrinus A.H.Clark, 1908 (1 specie vivente)
- Neocrinus Thomson, 1864 (2 spp.)
- Isocrinus von Meyer in Agassiz, 1836 †